# Paul Steiner (Archäologe)
Paul Steiner (* 21. August 1876 in Xanten; † 12. April 1944 in Bad Godesberg) war ein deutscher Provinzialrömischer Archäologe.

## Leben
Paul Steiner war der Sohn des Arztes Joseph Steiner (1839–1914) und seiner Frau Maria geb. Martzeller. Sein Vater war Vorsitzender des Niederrheinischen Altertumsvereins und beschäftigte sich mit landeshistorischer Forschung; durch ihn kam Paul Steiner mit der Archäologie des Rheinlandes in Berührung. Er besuchte das Gymnasium in Kleve und studierte Archäologie und Geschichtswissenschaft an den Universitäten zu Münster, München (Ludwig-Maximilian-Universität und Technische Universität), Berlin und besonders Bonn, wo ihn besonders der Archäologe Georg Loeschcke prägte. Nach der Promotion zum Dr. phil. 1904 leistete er seinen Militärdienst ab und schied als Hauptmann der Reserve aus.
Für das Jahr 1905/1906 erhielt Steiner das Reisestipendium des Deutschen Archäologischen Instituts, das ihm Forschungs- und Studienreisen in Österreich, Italien, Griechenland und Kleinasien ermöglichte. Von 1906 bis 1911 arbeitete er als Assistent bei der Römisch-Germanischen Kommission in Frankfurt am Main und unternahm während dieser Zeit mehrere Forschungsreisen in Westdeutschland, den Niederlanden und der Schweiz, um für das Corpus Inscriptionum Latinarum römische Ziegelstempel zu untersuchen. Der entsprechende Band erschien 1933 im Band XIII des CIL. 1911 wählte ihn das Deutsche Archäologische Institut zum korrespondierenden Mitglied, 1922 zum ordentlichen.
Zum 1. April 1911 ging Paul Steiner an das Landesmuseum Trier, wo auf Betreiben des Provinzialausschusses eine hauptamtliche Stelle als Direktorialassistent eingerichtet worden war. Steiner verbrachte seine ganze weitere Berufslaufbahn am Landesmuseum. 1928 wurde er zum Abteilungsdirektor befördert. Unter den Nationalsozialisten wurde er 1937 wegen seiner regimekritischen Haltung vorzeitig in den Ruhestand versetzt. Seinen Lebensabend verbrachte er in Bad Godesberg.
Seit 1910 war er mit Ada Veit verheiratet, mit der er zwei Söhne hatte. Beigesetzt wurde er in Königswinter auf dem Friedhof Am Palastweiher in dem von seinen Schwiegereltern übernommenen und bis heute erhaltenen Familiengrab.

## Schriften (Auswahl)
- Dona militaria oder die militärischen Auszeichnungen der Römer. Bonn 1904 (Dissertation)
- Römische Villen im Treverer Gebiet. Heft 1: Die Villa von Bollendorf. Trier 1922
- Römische Landhäuser (villae) im Trierer Bezirk. Berlin 1923
- Signacula publice laterculis impressa. Berlin 1933 (Corpus inscriptionum Latinarum. 13,6)